# F-84 тандерџет
F-84 тандерџет је амерички борбени авион са турбо млазним мотором, ловац-бомбардер, прве генерације. Развој му је почео 1944. године, а полетео је 1946. Званично је уведен у оперативну употребу 1947. године. У међувремену, на њему је спроведен велики број модификација на структури змаја и на мотору, због уочених недостатака. То је чак довело у дилему ваздухопловство, 1948. године, о доношењу одлуке о прекиду програма. Авион није био у потпуности оперативан све до 1949. године. Коначно је пројекат „сазрео“ са варијантом F-84G, када се дефинитивно и стабилизовао у оперативној употреби (1951). Са даљим развојем, 1954. године, трапезно крило и репови (без угла стреле), замењени су са новим стреластим. Та варијанта авиона, обележена је са F-84F тандерстраик, која је намењена за ударна ловачко-бомбардерска дејства, а његова опција RF-84F тандерфлеш, за фотографско извиђање.
За Америчко ратно ваздухопловство, Тандерџети су постали примарни ударни авиони, за време Корејског рата, где су летели у 86.408 мисија и уништили 60% од свих укупно неутралисаних циљева, као и осам совјетских ловаца типа МиГ. Више од половине произведених 7.889 примерака F-84, уведено је у оперативну употребу у државама чланицама НАТО. У америчком ваздухопловству, Тандерџет је био у оперативној употреби од 1948. до 1957. године. Изван састава НАТО, уведен је у оперативну употребу у југословенско ратно ваздухопловсво, као први борбени авион са млазним мотором. Од укупних 229 примерака, првих 48 примерака F-84 тандерџет, стигло је на Аеродром Батајница, у 204. пук, 9. јуна 1953. године.
F-84 тандерџет је био први серијски борбени авион, који је могао узети гориво током лета и први ловац способан да носи нуклеарне бомбу Mark 7.
Развијено је више верзија F-84 тандерџет и већина су их серијски произвођени.

## Развој
У ваздухопловној фирми Репаблик, 1944. године, главни пројектант Александар Картвели, конструктор P-47 тандерболта, започео је рад на турбомлазном погону, ради замене клипног мотора на ловцу P-47 тандерболт. Почетни покушаји да се репројектује P-47 тандерболт, интеграцијом новог турбомлазном погона показали су се ирационални, због великог пресека првих центрифугалних компресора на турбомлазним моторима. Уместо тога, Картвели и његов пројектни тим приступили су потпуно новом пројекту авиона измењеним трупом, прилагођавањем димензијама аксијалног компресора турбомлазног мотора, а сместили су гориво у скученом простору крила.
Америчко ратно ваздухопловство је поставило дефинисане тактичко-техничке захтеве (ТТЗ), 11. септембра 1944. године, за нови авион са максималном брзином од 966 km/h, борбеним радијусом од 1.135 km и са наоружањем са шест митраљеза калибра од 12,7 mm, или са четири од 15,2 mm. Поред тога, за нови авион се тражило да користи млазни мотор Џенерал електрик TG-180 са аксијалним компресором, примењеном на мотору Алисон J35.
Фирма Репаблик, 11. новембра 1944. године, добила је поруџбину за три прототипа новог XP-84, једномоторног једноседа. Са давањем имена „Тандерџет“, Репаблик наглашава утицај и традицију свога прослављеног претходног авиона F-84 тандерџет, подвлачећи и почетак нове ере у ваздухопловству са пропулзијом у погону. Ваздухопловство није чекало ни прво полетање новог авиона, већ је проширило поруџбину, 4. јануара 1945. године, на 25 примерака за испитивање, а ускоро у више наврата, повећало је чак и на око стотину.
У међувремену, испитивањима у аеротунелима, од стране Националног комитета за аеро-наутику, откривена је уздужна нестабилност, а у лету и слаба крутост оплате стабилизатора хоризонталног репа, која се деформисала на великим брзинама. Тежина авиона је последично расла, што је било забрињавајуће с обзиром на мали потисак турбомлазног мотора. Ваздухопловство је морало да ограничи бруто тежину авиона, на 6.080 kg. Резултати овог прелиминарног испитивања, регистровани су на трећем прототипу, који је пројекат XP-84A, са моћнијим мотором J35-GE-15, од 17,8 kN потиска.
Први прототип XP-84, пребачен је у ваздухопловну базу Едвардс, где је полетео 28. фебруара 1946. године, са пилотом мајором Волас А. (енгл. Wallace). Њему су се придружио и други прототип у августу, а оба авиона су била са мотором J35-GЕ-7, са потиском од 16,66 kN. Авион 15 YP-84A је достављен у ваздухопловну базу Рајт-Патерсон, на утврђивање разлике у односу на XP-84, по основу новог мотора J35-15, ношења шест митраљеза Браунинг M2 од 12,7 mm (четири у носу и по један у сваком корену крила), и резервоарима за гориво типтенковима (на крајевима крила), сваки од по 856 литара.
Због кашњења са испоруком млазних мотора, производња -{XP-84A}- тандерџетa, била је ограничена. У периоду производње P-84B, који су почели излазити из фабрике, у 1947. години, испитивања у лету су била само делимична. Посебно, утицај типтенкова на авионима и руковање са њима, није темељно проучавано. Што се касније показало као проблем.
После доношења новог закона о националној безбедности Америке, у 1947. години, промењена је ознака за ловачке авионе са „P“ на „F“, па је и авион P-84 постао F-84.
F-84 су додељени 27. ловачком пуку, 27. ловачком пратећем пуку, 27. стратешком ловачком пуку, 31. ловачком пратећем пуку, 127. пуку дан борца, 127. ловачком пратећем пуку, 127. стратешком ловачком пуку, 407. стратешком ловачком пуку, и 506. стратешком ловачком пуку, стратешке команде Америчког ваздухопловства од 1947. до 1958. године.

## Опис
Пројекат авиона F-84 тандерџет, првенствено је настао као последица настојања даљег развоја једног од најбољих ловаца Другог светског рата, P-47 тандерболт. Сви покушаји да се са развојем овај познати авион унапреди остао је без успеха, из једноставног разлога што се с њим стигло до граничних брзина, погоном помоћу клипног мотора. Покушај да се једноставно клипни замени са млазним мотором није био реалан, нити стручно оправдан прилаз. Пошто је био сам крај рата и трка са временом велика, приступљено је пројекту и производњи са знањем, постојећим решењима и са освојеном технологијом на масовној производњи P-47 тандерболта. Поготово је то било лако, а и условљено, пошто је пројектни тим остао исти на челу са Александром Картвелијем. Последица свих тих услова, тесна је генетска повезаност ова два авиона, са различитим типом погона.
F-84 тандерџет је настао да би се учинио помак са повећањем брзине лета, у односу на P-47 Тандерболт, али његов пројекат није обезбеђивао аеродинамички услове за улазак у крозвучну област брзина. Самим тим, тај помак и није могао бити значајнији, пошто се тој области брзина већ и Тандерболт приближио и локални ударни таласи, на крајевима елисе, већ су спречавали даљи напредак.
Тандерџет је исто средњокрилац, са ослонцем и смештајем главних ногу стајних органа у крилу. Предња нога се увлачи уназад. Труп је вретенастог облика, са пито усисником ваздуха. Усисни канал се раздваја у два бочна, који обилазе простор кабине пилота и после се опет сједињују у јединствено увођење ваздуха у мотор. Задњи део трупа је засебна целина, веже се помоћу завртњева, преко ојачаног последњег оквира централног дела трупа, на који се поставља и мотор. На овај начин се брзо и лако поставља и замењује мотор. Крило и репне површине су трапезног облика, за касније серије развијени су са углом стреле. Хоризонтални реп је под углом диедра од 5°. Аеродинамичка кочница, уграђена је испод централног дела трупа.
Проблем смештаја веће количине горива, у унутрашњости змаја авиона, остао је као сталан, због заузетости простора у крилу проузроковано уградњом главних ногу стајног трапа и због минимизације попречног пресека трупа. Делимично је проблем решен спољним резервоарима („типтенковима“), на крајевима крила. Међутим, ипак је далеко била мања његова аутономија лета од чувеног Тандерболта, који је пратио летеће тврђаве на удаљене мисије. Проблем је остао отворен за извршавање тих задатака. Недостатак довољне количине горива смештеног у унутрашњости авиона, решаван је са пуњењем у лету и са поткачињањем подвесних резервоара, што је нарушавало перформансе лета. Улога пратиоца и заштита летећих тврђава покушана је експериментално да се решава, са ношењем F-84 испод великих бомбардера. У случају искрсле потребе за заштиту, ловац се откачи и започиње своју мисију борбе са противничким авионима. После завршене мисије требало је да слеће на брод носач или најближи аеродром, ако је исти доступан. Од овога пројекта се одустало, који је назван енгл. FICON project и енгл. Tip Tow and Tom-Tom. Ти принципи отклањања недостатка ограниченог горива, илустровани су на наредним сликама.
| |                                                       |                                                                                              |
| KB-29 пуни у лету преко Кореје авион F-84E. Било је могуће пунити само „типтенкове“ и то одвојено. | RB-36 носи авион YF-84F, као своје одбрамбено оружје. | Покушано је ношење два F-84, на крајевима крила, за заштиту од напада непријатељских ловаца. |

Команде лета су класичне, практично идентичне са Тандерболтовим, са крмилима висине и правца и крилцима. Закрилца заузимају сву дужину излазне ивице крила, до крилаца. Поклопац кабине пилота је капљастог облика, са електро погоном за затварање и отварање. У случају нужде одбацује се.
Структура је комплетно метална, на бази примењене технологије на Тандерболту. Подсклопови и склопови су израђени од обликованих лимених елемената, од дурал-алуминијума. Међусобно везивање елемената структуре је закивцима, упуштених глава. Већи склопови се међусобно везују завртњима.
Стајни трап је типа трицикл, на свакој нози је по један точак. На точковима, главних ногу су диск кочнице. „Таксирање” по земљи је помоћу диференцијалног кочења точкова на главним ногама.
После великог броја модификација и развоја више варијанти, Тандерџет је до краја свога века остао обележен као авион који је отворио нову еру са пропулзивним погоном, а технологија и концепција су му остали на нивоу врхунских ловаца Другог светског рата, што представља типичног представника прве генерације. Без обзира на ту чињеницу, он се у таквим условима и у тренутној конкуренцији показао као веома робустан, издржљив и борбено респективан. F-84 је био први серијски борбени авион који се током лета пуни са горивом и први ловац, који је био у стању да носи нуклеарне бомбе. У америчком ваздухопловству се задржао од 1948. до 1957. године.
Неповољан однос масе авиона и потиска мотора, у полетању, решаван је са уградњом стартних ракета испод трупа и тако је скраћивана стаза за полетање. Кошуљице ракета су одбациване, после полетања авиона.
|  |  |

## Специфична проблематикаТандерџета
F-84 тандерџет је обележен са последицама немања довољног и правог искуства пројектаната авиона пропулзивним погоном, специфичностима нових технологија, феноменима струјања са утицајем компресибилета и ниским нивоом развоја технологије млазних мотора. Последично је остао неповољан однос масе авиона и потиска мотора, нарочито гледано за савремене критеријуме. Такође су били нејасни феномени аеродинамике великих брзина (утицај компресибилитета) и њихове последице код класичне аеродинамичке конфигурације авиона. Када је крај рата дозволио више времена за развој, прешло се на серију са узгонским површинама са тањим аеропрофилима и углом стреле, што је одговарало условима крозвучних брзина лета. Та нова подгрупа авиона, означена је са F-84F.
F-84B, који се разликовао од YP-84A, само у уградњом топова M3 веће каденце. Постао је оперативан у децембру 1947. године. Његов лет, био је ограничен, са максималном брзином која одговара Маховом броју до 0,8 и са фактором аеродинамичког оптерећења  = 5,5, односно максималним нормалним убрзањем до 54 m/s² (5,5g), због појаве нестабилности оплате трупа. Услед недовољне крутости структуре трупа оплата се деформисала (наборала). Због овога и других недостатака, на структури авиона, целој флоти F-84B је забрањено летење 24. маја 1948. године. Недостаци су брзо отклањани, а радови су покретани преко ваздухопловнотехничких наређења (ВТН-а), који су у црвеној боји значили хитну модификацију и тада није било летења док се иста не изведе. Био је велики број оваквих модификација, све до краја оперативног века авиона F-84 тандерџет.
Дефинитивно, варијанта F-84G тандерџет, која је уведена у оперативну употребу у 1951. години, била је стабилизован стандард. F-84G, добио је резорвоаре горива у крилу, са уливним грлом у левом полукрилу, аутопилота, систем за инструментално слетање, мотор J35-A-29, са 24,7 kN потиска, и способност да носи једну нуклеарну бомбу Марк 7. F-84G тандерџет, остао је најдуже у оперативној употреби, у оквиру целе ове серије авиона са трапезним крилом.
Тандерџетове перформансе у полетању, биле су много испод потребних, посебно у условима високих температура. У Корејском рату, са пуним борбеним оптерећењем, била је потребна бетонска стаза за полетање од 3.000 m, чак и уз помоћ стартних ракета (две или четири), свака са по 4,4 kN потиска, у трајању њиховог сагоревања од 14 секунди. Пилот је морао рано да повуче палицу, скроз на себе, а F-84 се одвајао од земље, тек на брзини од 260 km/h.
Тандерџет је могао доста лако ући у почетак крозвучне области брзина (трансонику). Са својим дебелим крилом, без угла стреле, брзо су се јављали локални ударни таласи и трешња (бафетинг). Проблем је настајао ако се иде даље у крозвучну област и када су се локални ударни таласи јављали и на хоризонталном репу. Тада се на крмилу висине мењао шарнирни момент, центар потиска се померао уназад (чак и иза обртне осе). Тада се губила управљивост авиона. Пилот је губио природни осећај силе на палици (чак се сили мењао и логичан смер). Са друге стране, већ успостављено стишљиво опструјавање крила помера неутралну тачку уназад и тада расте резерва статичке стабилности, повећава се тенденција понирања авиона, за исти отклон крмила. Из тих разлога, ова варијанта F-84 (са трапезним крилом), имала је црвену црту на Махметру (инструменту за показивање Маховог броја), коју пилот није смео прелазити, повећањем брзине.

## Оперативна употреба

### Корејски рат
У Корејском рату, F-84 тандерџет је био апсолутни рекордер, без обзира што су његове прве варијанте F-84B и F-84C имале мали ресурс мотора, свега 40 часова. Варијанте F-84F и F-84E, од 7. децембра 1950. године, извршавале су задатке ловачке пратње бомбардера, Супертврђава B-29. Прву победу у ваздуху F-84 тандерџет је остварио 21. јануара 1951. године. Касније, када су улогу заштитне ловачке пратње преузели авиони F-86 сејбр, као и ранији P-47 тандерболт, Тандерџет је оперисао на малим висинама, где је био ненадмашан.
У току овога рата, Тандерџет је направио укупно 86.408 летова, у разним борбеним мисијама. Изручио је укупно 50.427 тона убојних средстава, од тога 5.560 тона су само напалм бомбе. Од укупно свих циљева, 60% је уништено са F-84. Током рата, F-84 је постао први ратни ловац у току ваздухопловне историје, са млазним мотором. У борби у ваздушном простору, F-84 су заслужни за обарање осам авиона МиГ-15. Укупни губици у Корејском рату су 335 авиона, варијанти F-84D, „E” и „G”.

### Гранични инциденти
У периоду Хладног рата било је више пограничних инцидената, па и повреда граничног ваздушног простора. Један од запаженијих, везан је за учешће авиона F-84 тандерџет. У таквом једном случају, чехословачки пуковник Јарослав Срамер, оборио је једног Тандерџета.
Инцидент се догодио 10. марта 1953. године, када је повређен чехословачки ваздушни простор, од стране америчких борбених авиона. То је био само један случај у ланцу сличних поступака америчке авијације.
Пуковник Срамек је са сарадницима био у ваздушној патроли са авионима МиГ-15, у граничној зони ваздушног простора. У току извршавања својих задатака, приметили су пар авиона F-84 тандерџет, изнад чехословачког насеља близу границе. Према наређењу своје команде, пуковник Срамек је требало да испали гранату упозорења и натера противничке авионе да слете на Чехословачку територију. Ситуација је испала другојачија. Авиони F-84 тандерџет су покушали са маневром избећи хапшење, али МиГ-15 је био бољи у маневру и одлично је испратио путању једног противничког авиона. У току маневрисања, испаљена граната, погодила је резервоар горива (типтенк) F-84 се запалио у лету. Амерички пилот, поручник В. Г. А. Браун (енгл. W. G. A. Brown), успео је да се катапултира из авиона и преживео је. Авион се срушио на фарму, на немачку територију близу границе, око 35 km.
Касније су овај догађај обележила дипломатска и политичка саопштења и међусобне оптужбе супротних страна.

## Корисници
| Корисници авиона F-84 тандерџет | Корисници авиона F-84 тандерџет | Корисници авиона F-84 тандерџет        |
| Корисници                       | Корисници                       | Карта корисника авиона F-84 Тандерџет. |
| ------------------------------- | ------------------------------- | -------------------------------------- |
| САД                             | Белгија                         | Карта корисника авиона F-84 Тандерџет. |
| Француска                       | Данска                          | Карта корисника авиона F-84 Тандерџет. |
| Немачка                         | Грчка                           | Карта корисника авиона F-84 Тандерџет. |
| Иран                            | Италија                         | Карта корисника авиона F-84 Тандерџет. |
| Холандија                       | Норвешка                        | Карта корисника авиона F-84 Тандерџет. |
| Португалија                     | Република Кина                  | Карта корисника авиона F-84 Тандерџет. |
| Тајланд                         | Турска                          | Карта корисника авиона F-84 Тандерџет. |
| Југославија                     |                                 | Карта корисника авиона F-84 Тандерџет. |

Бројчани показатељи коришћених авиона по земљама, не могу се егзактно приказати пошто су уступани и већ коришћени авиони, после генералне оправке некима од нових корисника. Тако су и Југославији достављени половни авиони F-84G тандерџет. У наредној табели су приказани приближни показатељи за већину земаља корисника. Збир коришћених авиона у овој табели није упоредив са укупним бројем произведених авиона (7.889), из наведених разлог, немања података за све земље и због одређеног броја уништених авиона.

## Карактеристике
Геометријске и друге разлике су једино између серија са класичним (трапезним) и стреластим крилом, те је једино оправдано упоредити те две концепције варијанти. То је и приказано у наредној табели.
|                                                          |                          |                                        |
| F-84 и Тандерџети, француског ваздухопловства 1951—1955. | Експериментални прототип | Плочица мотора Алисон J35-A-29 са подацима. |